# Layla (voornaam)
Layla is een van oorsprong Arabische meisjesnaam. De naam betekent "nacht".
De variant Leyla of Leila is een van oorsprong Perzische naam. De betekenis is "donker (als de nacht)", "nacht", of "donkerharige".

## Fictieve naamdraagster
- Layla uit het Arabische liefdesverhaal Layla en Majnun